# Distretto di El Ghicha
Il distretto di El Ghicha è un distretto della provincia di Laghouat, in Algeria, con capoluogo El Ghicha.

## Comuni
Il distretto comprende il comune di El Ghicha.